# Lunární uzel

Lunární uzly jsou body na ekliptice, kde měsíční dráha kříží ekliptiku.

Lunární uzel je místo na ekliptice, v němž dochází ke křížení ekliptiky s měsíční dráhou. Uzly jsou dva, umístěné v přesné opozici. Takzvaný výstupný uzel (v astrologii zvaný Severní lunární uzel, neboli Dračí hlava), je místem, v němž Měsíc na své oběžné dráze překračuje ekliptiku směrem k severní polokouli. Každý měsíc protíná Měsíc ekliptiku v těchto dvou lunárních uzlech.
Sestupný uzel (Jižní lunární uzel, neboli Dračí ocas), je bodem na ekliptice, v němž Měsíc na své oběžné dráze překračuje ekliptiku směrem k jižní polokouli.
Starověká astronomie zobrazovala obrovského nebeského draka, který měl v lunárních uzlech hlavu a ocas a při zatmění požíral Slunce nebo Měsíc. Doba mezi dvěma průchody Slunce skrz lunární uzel se proto nazývá drakonický rok.
Lunární uzly se vlivem přitažlivých sil mezi Měsícem, Zemí a Sluncem pohybují po ekliptice s oběžnou dobou přibližně 18 let proti směru oběhu planet. Perioda 18 let se nazývá Saros. Přesněji: cyklus precese osy, která spojuje oba lunární uzly, trvá 18,618 let; za rok se posune o 19,618 dní.
Pokud se Měsíc nachází v úplňku a v blízkosti lunárního uzlu, pak může nastat zatmění Měsíce. K zatmění dojde, je-li úplněk nebo nov vzdálen od jednoho z uzlů méně než 12 1/2° (případně 18 1/2 °), odchylka musí být blízko k 0°.
Slunce projde jedním z uzlů za 173,3 dní a ke stejnému uzlu se vrací za 346,62 dní, což je ekliptický rok. Zajímavostí je, že 346,62 = 18,618 x 18,618.